# Mignonne
Mignonne (estilizado en mayúsculas) es el tercer álbum de estudio de Taeko Ohnuki. Fue publicado el 21 de septiembre de 1978 a través de RVC (ahora Ariola Japan).

## Producción
El álbum fue producido por el crítico musical internacional japonés Eji Ogura. Con Ogura a bordo, Mignonne adoptó un enfoque más comercial. La influencia de Ogura en Mignonne inclinó el proyecto lejos del sonido de fusión pionero de la cantante. En una entrevista con Red Bull Music Academy, Onuki detalló su descontento con el proyecto: “Durante la grabación cambiaron todo tipo de cosas. Terminé sintiéndome harta del proceso. Parte de eso fue porque cambié de sello discográfico y realmente querían vender este álbum. Antes podía hacer lo que quisiera. Pero con Mignonne, el productor quiso cambiar las cosas. Eso fue nuevo para mí”.

## Recepción de la crítica
El crítico de The Gleaming Sword, Brandon Johnson, comentó: “Puede que Onuki no estuviera contento con Mignonne, pero el sonido estrechamente entrelazado, anclado por las contribuciones de [Ryūichi] Sakamoto, demostró ser influyente en los años venideros”.

## Lista de canciones
Todas las canciones escritas y compuestas por Taeko Ohnuki. 
| Lado uno |                                   |                  |          |  |
| N.º      | Título                            | Arreglista       | Duración |  |
| 1.       | «Jajauma Musume» (じゃじゃ馬娘)   | Ichizō Seo       | 4:38     |  |
| 2.       | «Yokogao» (横顔)                  | Seo              | 3:27     |  |
| 3.       | «Tasogare» (黄昏れ)               | Ryūichi Sakamoto | 3:44     |  |
| 4.       | «Sora wo Tobetara» (空をとべたら) | Seo              | 3:43     |  |
| 5.       | «Kaze no Organ» (風のオルガン)    | Seo              | 3:23     |  |

| Lado dos |                                          |            |          |  |
| N.º      | Título                                   | Arreglista | Duración |  |
| 1.       | «Iidasenakute» (言いだせなくて)          | Sakamoto   | 3:54     |  |
| 2.       | «4:00A.M.»                               | Sakamoto   | 5:37     |  |
| 3.       | «Totsuzen no Okurimono» (突然の贈りもの) | Sakamoto   | 5:05     |  |
| 4.       | «Umi to Syounen» (海と少年)              | Sakamoto   | 3:24     |  |
| 5.       | «Akogare» (あこがれ)                     | Seo        | 5:55     |  |

## Créditos y personal
Créditos adaptados desde las notas de álbum de Mignonne.
Músicos
- Kimio Mizutani – guitarras (1)
- Shigeru Suzuki – guitarras (1–5, 9, 10)
- Tsunehide Matsuki – guitarras (1, 7, 8)
- Hiroshi Shibui – teclados (1, 2, 4, 5)
- Tsugutoshi Goto – guitarra bajo (1, 4, 5)
- Tatsuo Hayashi – batería (1, 4)
- Pecker – percusión (1, 4, 5)
- Kiyoshi Saito – corno francés (1)
- Shunzo Sunahara – corno francés (1)
- Jake H. Conception – saxofón, flauta (7)
- Ichizō Seo – arreglos (1, 2, 4, 5, 10), coros (1)
- Michiko Ogata – coros (1)
- Michiru Maki – coros (1)
- Tatsushi Umegaki – coros (1, 7, 10)
- Tomato – instrumentos de cuerda (1, 5)
- Kenji Takamizu – guitarra bajo (2)
- Kiyoshi Tanaka – batería (2, 5)
- Kiyoshi Sugimoto – guitarras (2, 4)
- Hideo Ichikawa – teclados (2)
- Haruomi Hosono – guitarra bajo (3, 6–10)
- Yukihiro Takahashi – batería (3, 9, 10)
- Chuei Yoshikawa – guitarra (3–5, 10)
- Motoya Hamaguchi – percusión (3, 6–10)
- Ryūichi Sakamoto – arreglos (3, 6–9), piano (3, 10), teclados (6–9)
- Ohno Group – instrumentos de cuerda (3, 8–10)
- Shigeharu Mukai – trombón (3)
- Mitsuru Soma – flauta (4)
- Yukio Eto – flauta (4)
- Keiko Yamakawa – arpa (5)
- Hiroko Suzuki – coros (6, 7, 9, 10)
- Kayoko Ishu – coros (6, 7, 9, 10)
- Kayoko Wada – coros (6, 7, 9, 10)
- Shuichi Murakami – batería (6)
- Masaki Matsubara – guitarra (6, 9)
- Matsue Yamahata – arpa (6, 8)
- Yasuaki Shimizu – saxofón tenor (6)
- Eiji Arai – trombón (6, 7)
- Harumi Mita – trombón (6, 7)
- Sumio Okada – trombón (6, 7)
- Yasuo Hirauchi – trombón (6, 7)
- Kumiyama Tokiichi – trompeta (6, 7)
- Mamoru Ohtake – trompeta (6, 7)
- Susumu Kazuhara – trompeta (6, 7)
- Hide Kotaro – coros (7, 10)
- Yuichi Togashiki – batería (7, 8)
- Michio Kagiwada – trombón (7)
- Masayoshi Takanaka – guitarra (10)

Personal técnico
- Eji Ogura – productor
- Osamu Kano – productor ejecutivo
- Toru Hanaoka – productor ejecutivo
- Hiroyuki Yamashita – coordinador
- Miho Kumasaka – coordinador
- Mochizuki Masaru – coordinador
- Takahiro Shibayama – coordinador
- Yuko Mori – coordinador
- Kenichi Makimura – director
- Shigeki Miyata – director  de grabación
- Eiji Uchinuma – ingeniero de audio
- Tamotsu Yoshida – ingeniero de audio
- Bernie Grundman – remasterización

Diseño
- Ikeda Masatoshi – director artístico
- Masaharu Nakano – director artístico, diseño de portada
- Kohei Onishi – fotografía
- Kensaku Nakajima – editor de imagen
- Yoshio Sugiyama – peluquero, maquillador
- Minoru Maeda – estilista